# Pinus virginiana
Pinus virginiana — вид сосен (Pinus), ендемік сходу США (Кентуккі, Делавер, Пенсильванія, Джорджія, Теннессі, Нью-Джерсі, Північна Кароліна, Південна Кароліна, Меріленд, Західна Вірджинія, Алабама, Індіана, Вірджинія, Міссісіпі, Огайо).

## Біоморфологічна характеристика
Дерево до 18 м; стовбур до 50 см у діаметрі, прямий чи викривлений, від прямовисного до нахиленого; крона неправильно округла або сплющена. Кора сіро-бура з неправильними, лускатими ребрами, на верхніх ділянках стовбура червонувата, луската. Гілки від розлого-висхідних до розлого-спадних; гілочки тонкі, з червоним чи пурпуровим відтінком, часто сизі, від червоно-коричневого до сірого кольору, шорсткі. Бруньки від яйцеподібних до циліндричних, червоно-коричневі, 6–10 мм, смолисті чи не смолисті. Листки по 2 на пучок, зберігаються 3–4 роки, 2–8 см × 1–1.5 мм, сильно закручені, від глибокого до блідо-жовто-зеленого кольору, всі поверхні з непомітними продиховими лініями, краї пилчасті, верхівка вузько гостра. Пилкові шишки еліпсоїдно-циліндричні, 10–20 мм, червоно-коричневі або жовті. Насіннєві шишки дозрівають через 2 роки, незабаром дають насіння, зберігаються до 5 років, симетричні, яйцеподібні у відкритому вигляді, 3–7(8) см, тьмяні червоно-коричневі, майже сидячі або на ніжках до 1 см. Насіння стиснуто-зворотно-яйцювате, верхівково скошене; тіло 4–7 мм, блідо-коричневе, плямисто темніше; крило вузьке, до 20 мм. 2n=24.

## Середовище проживання
Pinus virginiana — вид П'ємонту та нижніх схилів гірської системи Аппалачів, що росте на морському узбережжі на півночі, але лише у внутрішній частині та на більших висотах на півдні свого ареалу, до 650 метрів над рівнем моря. На більшій частині ареалу клімат вологий і прохолодний, а снігопад може бути рясним, принаймні, у північних частинах. Цей вид природно обмежується бідними ґрунтами та уникає вапняних субстратів. Це піонер, який зараз захоплює великі масиви покинутих сільськогосподарських угідь, зміцнюючи свою репутацію бур'янистого виду. На цих та інших маргінальних або порушених ділянках це чагарникове дерево, але воно може досягати більш високого росту в поєднанні з іншими деревами в лісовому середовищі. У таких лісах це другорядний компонент, що супроводжує Quercus spp. а іноді й інші породи сосни, напр. P. echinata, P. rigida і P. taeda, або входить до складу суміші дубів і сосен. Інші хвойні рослини, що ростуть на місцевому рівні разом із P. virginiana, — це Tsuga canadensis і Thuja occidentalis.

## Загрози й охорона
Видових загроз для цього виду не виявлено. Цей вид зустрічається в кількох заповідних територіях у межах свого ареалу